# RR-407
A  RR-407 é uma rodovia brasileira do estado de Roraima. Essa estrada intercepta a RR-171.
Está localizada na região Norte do estado, atendendo ao município de Uiramutã, numa extensão de 25 quilômetros de terra.